# Camponotus wellmani
Camponotus wellmani är en myrart som beskrevs av Auguste-Henri Forel 1909. Camponotus wellmani ingår i släktet hästmyror, och familjen myror.

## Underarter
Arten delas in i följande underarter:
- C. w. gamma
- C. w. wellmani
- C. w. rufipartis